# Batuhan Altıntaş
Mustafa Batuhan Altıntaş (* 14. März 1996 in İzmit) ist ein türkischer Fußballspieler. Er ist der Sohn von Yusuf Altıntaş.

## Karriere

### Im Verein

#### Anfänge bei Bursaspor
Altıntaş begann mit dem Fußballspielen in der Nachwuchsabteilung des Amateurvereins Kocaeli Güneşspor und wechselte 2009 in die Nachwuchsabteilung des Erstligisten Bursaspor. Mit der U-17-Mannschaft seines Vereins wurde er im Sommer 2012, durch den Gewinn der U-17 Altı Coca-Cola Akademi Ligi, türkischer U-17-Fußballmeister.
Nach diesem Erfolg erhielt er im Sommer 2012 zusammen mit weiteren Spielern der U-17-Mannschaft einen Profivertrag, spielte aber weiterhin für die Reservemannschaft des Vereins. Im Frühjahr 2013 wurde er vom Cheftrainer Hikmet Karaman am Training der Profis beteiligt und gab am 16. Januar 2013 in der Pokalbegegnung gegen Fenerbahçe Istanbul sein Profidebüt.
Altıntaş lehnte im Sommer 2014 eine Vertragsverlängerung mit Bursaspor ab. Daraufhin erklärte der Klub in einer offiziellen Meldung, dass er Altıntaş aus dem Profikader suspendiert habe. In der Saison 2014/15 kam er daher zu keinem Einsatz in der Süper Lig.

#### Gastspiel in Hamburg und Rückkehr in die Türkei
Zur Saison 2015/16 wechselte Altıntaş für rund 400.000 Euro in die Bundesliga zum Hamburger SV. Er erhielt beim HSV einen Zweijahresvertrag bis zum 30. Juni 2017. Sein einziges Bundesliga-Spiel absolvierte Altıntaş unter Bruno Labbadia beim 3:1-Auswärtssieg gegen den FC Augsburg am letzten Spieltag, als er im Laufe der zweiten Halbzeit eingewechselt wurde.
Zur Saison 2016/17 wechselte er auf Leihbasis zu Kasımpaşa Istanbul in die Süper Lig. Zuvor wurde sein Vertrag beim HSV um ein Jahr bis zum 30. Juni 2018 verlängert.  Bei Kasımpaşa kam Altıntaş auf 15 Süper-Lig-Einsätze, in denen er zwei Tore erzielte.
Zu Beginn der Sommervorbereitung im Juli 2017 wurde Altıntaş vom HSV freigestellt, um sich einen neuen Verein zu suchen. Eine geplante Leihe – samt nötiger Vertragsverlängerung beim HSV bis 2019 – an den Zweitligisten FC Erzgebirge Aue kam nicht zustande. Anfang August sollte Altıntaş nach Hamburg zurückkehren und mit der zweiten Mannschaft trainieren, da Trainer Markus Gisdol ihn nicht für die erste Mannschaft eingeplant hatte. Aufgrund von Problemen mit dem Visum verblieb er allerdings in seiner Heimat. Am 23. August wurde Altıntaş – samt Vertragsverlängerung beim HSV bis 2019 – bis zum Ende der Saison 2017/18 an den Süper-Lig-Aufsteiger Yeni Malatyaspor verliehen.
Nachdem Altıntaş in den ersten 19 Spieltagen lediglich zu vier Einsätzen (ein Tor) gekommen war, wurde er am 30. Januar 2018 bis zum Saisonende an den Zweitligisten Giresunspor weiterverliehen. Dort kam er auf acht Ligaeinsätze ohne eigenen Torerfolg.
Zur Saison 2018/19 kehrte Altıntaş nicht mehr nach Hamburg zurück, sondern wechselte innerhalb der zweiten türkischen Liga zu Boluspor. In 20 Zweitligaspielen (6-mal von Beginn) erzielte er 2 Tore. Zudem erzielte Altıntaş  im Pokal in 6 Spielen 5 Tore, womit er gemeinsam mit Lucas Villafáñez Torschützenkönig des Wettbewerbs wurde. In der Saison 2019/20 folgten 8 weitere Ligaeinsätze (2-mal von Beginn) ohne eigenen Torerfolg. Anschließend verließ Altıntaş den Verein.

### In der Nationalmannschaft
Altıntaş durchlief von der türkischen U-15-Nationalmannschaft bis zur U-19-Nationalmannschaft alle Jugendnationalmannschaften seines Landes.

## Erfolge
Bursaspor U17
- Meister der U-17 Altı Coca-Cola Akademi Ligi: 2012

Auszeichnungen
- Torschützenkönig des türkischen Pokals: 2019 (gemeinsam mit Lucas Villafáñez)

## Trivia
- Altıntaş entstammt einer Fußballspielerfamilie. Sein Großvater Mustafa Altıntaş spielte mehrere Jahre in der TFF 1. Lig bzw. Süper Lig für Kocaelispor bzw. Bursaspor. Sein Vater Yusuf Altıntaş spielte zehn Spielzeiten lang für Galatasaray Istanbul und zählt zu den wichtigsten Spielern der Vereinsgeschichte dieses Vereins. Sein Onkel Yaşar Altıntaş war ebenfalls Profifußballspieler und spielte u. a. für Kocaelispor.[16][17]